# ابوعبدالله شافعی
ابوعبدالله شافعی از فرماندهان عملیات‌های تروریستی در عراق و رهبر سازمان انصار السنه طی سالهای ۲۰۰۳ تا ۲۰۱۰ بود. وی از سال ۲۰۱۰ و پس از دستیگیری در زندان به سرمی برد.